# Bring Me the Horizon
Bring Me the Horizon (често скраћено BMTH) британска је рок музичка група основана 2004. године у Шефилду. Тренутно је чине главни вокал Оливер Сајкс, гитариста Ли Малија, басиста Мет Кин, бубњар Мет Николс и клавијатуриста Џордан Фиш. Имају уговор са кућом RCA Records, односно Columbia Records за САД.
Музички правац групе, укључујући дебитантски албум Count Your Blessings, описан је првенствено као деткор, али су временом променили свој стил и кренули у мелодично оријентисаном правцу комбинујући свој приступ металкору са елементима електронике, попа и хип хопа.

## Чланови
- током наступа на фестивалу Rock im Park, 2016.
- Оливер Сајкс
- Ли Малија
- Мет Кин
- Мет Николс
- Џордан Фиш

## Дискографија
- (2006)
- (2008)
- (2010)
- (2013)
- (2015)
- (2019)